# Come On (KATSUMIの曲)
「Come On」（カモン）は、KATSUMIの6枚目のシングル。

## 解説
前作「It's my JAL」から4ヶ月ぶりのリリース。自身のシングル作品で最後のオリコンTOP10入りとなった。
本作に収録されているバージョンは1997年に発売のベスト・アルバム『KATSUMI THE BEST 1990-1996』にて初めてアルバム収録された。
コンパクトカセットのみB面にオフヴォーカルが収録されていた。

## タイアップ
「Come On」…花王「ピュアエチュール」CFイメージソング

## 収録曲
全曲作詞：渡辺克巳／作曲：石川洋／編曲：武部聡志

### CD
1. Come On
2. 明日なき愛 〜Still looking for that day〜

### コンパクトカセット

#### SIDE A
1. Come On
2. 明日なき愛 〜Still looking for that day〜

#### SIDE B
1. Come On（オリジナル・カラオケ）
2. 明日なき愛 〜Still looking for that day〜（オリジナル・カラオケ）